# كاميرون هاموند
كاميرون هاموند (بالإنجليزية: Cameron Hammond) مواليد 20 سبتمبر 1989 في نيوساوث ويلز، أستراليا، هو ملاكم أسترالي يصنف ضمن فئة وزن الوسط. شارك في دورة الألعاب الأولمبية الصيفية سنة 2012.

## إحصائيات
خاض خلال مسيرته 16 نزالا، فاز في 16 ولم يتعادل ولم يخسر. فاز بالضربة القاضية في 8 نزالات.

## روابط خارجية
- كاميرون هاموند على موقع بوكس ريك (الإنجليزية) (registration required)
- كاميرون هاموند على موقع أوليمبيديا (الإنجليزية)
- كاميرون هاموند على موقع اللجنة الأولمبية الأسترالية (الإنجليزية)
- كاميرون هاموند على موقع اتحاد ألعاب الكومنولث (مؤرشف) (الإنجليزية)